# Амиция де Монфор
Амиция де Монфор (Амисия, Амика, фр. Amicie de Montfort, до 1210 — 1253) — пятый ребёнок и третья дочь Симона де Монфора и Алисы де Монморанси. Её отец был сеньором де Монфор-л’Амори в Иль-де-Франс, графом Лестером и после Альбигойского крестового похода получил титулы виконта Каркассона и Безье, сира Альби и Разес, графа Тулузы и герцога Нарбонны. Со стороны матери состояла в родстве с Плантагенетами и Капетингами, её дядя Матье II де Монморанси с 1218 года исполнял должность коннетабля Франции, а младший брат Симон V де Монфор, граф Лестер и Честер, был первым лордом-протектором Англии и зятем Генриха III.
В 1211 году в Монпелье Педро II Католик по политическим мотивам согласился на брак Амиции де Монфор и своего сына Хайме, позднее ставшего королём Арагона под именем Хайме I Завоевателя. Педро передал молодого инфанта в руки графа как залог своей верности и согласился, чтобы он жил и обучался рыцарским искусствам во Франции. Когда 12 сентября 1213 года Педро Арагонский погиб в сражении, Хайме было шесть лет. Он жил в Каркассоне под опекой Монфора в соответствии с соглашением. Сначала граф де Монфор отказывался отпускать его в Арагон, но папа Иннокентий III по просьбе арагонских дворян потребовал, чтобы он отдал мальчика папскому легату Пьетро ди Мора. Так Амиция потеряла жениха и корону Арагона.
Уже после смерти родителей Амиция вышла замуж до мая 1226 года за Готье (Гоше) II де Жуаньи, сеньора де Шаторено (фр. Gautier de Joigny, seigneur de Châteaurenard, ок. 1161 — до ноября 1237). Он был вторым сыном Рено IV, графа де Жуаньи, и графини Аделаиды де Невер. Он получил должность сенешаля Невера при дворе родственников матери — графов Куртене, Невера, Тоннера и Осера. Для Готье это был второй брак.
Их дети:
- Петронилла (Перенель) (? — 1289), дама де Сюлли и Шаторена, названная в честь старшей сестры матери. В первом браке (июнь 1249) супруга Пьера де Куртене, сеньора Конша (убит в Египте в 1250); во втором (декабрь 1252) — Анри II (ок. 1234—1269), сира де Сюлли.
- Готье (? — до мая 1249), монах.

В 1240 году после смерти мужа основала доминиканское аббатство близ города Монтаржи, расположенное в Гатине на Луаре в 17 км от Шаторена. В этот женский монастырь тоже после смерти мужа вступила её невестка Элеонора Плантагенет, жена брата Амиции Симона V де Монфора. Она была третьей дочерью Иоанна Безземельного, короля Англии, и его второй жены Изабеллы Ангулемской. Также там нашла пристанище Бланшефлер Швабская (1226—1279), внебрачная дочь императора Священной Римской империи Фридриха II Гогенштауфена и шампанки Маргариты Иды де Рейнель. Видимо, они пытались «замолить» грехи: Элеонора — кровавые дела мужа, Бланшефлер — прелюбодеяние матери, позднее, благодаря браку, породнившейся с Монфорами.
Умерла Амиция де Монфор-Жуаньи 20 февраля 1253 года в основанном ею женском монастыре Монтаржи.